# Сан Микеле ин Афричиско (Равена)
Базиликата „Сан Микеле ин Афричиско“ (на италиански: Basilica di San Michele in Africisco) е паметник на раннохристиянската архитектура в гр.Равена, Италия, на Via IV novembre 37. През вековете църквата е претърпяла значителни разрушения и преустройства. Тя е била украсена с византийски мозайки, които не са запазени. Част от мозайките, украсявали апсидата на храма, през 1851 г. са пренесени в Германия и сега са експонирани в музея Боде в Берлин.

## История, архитектура и мозайки
След завладяването на Равена от византийците през VI век градът се развива като важен търговски, културен и религиозен център. По време на царуването на император Юстиниан I (527 – 565), са построени едни от най-важните паметници в Равена: базиликата „Сан Витале“, осветена през 547 г., базиликата „Свети Аполинаре ин Класе“, открита през 549 г. и базиликата „Сан Микеле ин Афричиско“, построена през 545 г. и осветена от епископ Макремиан през 547 г. Строителството и на трите храма се финансира със средства на гръцкия банкер Юлиан Аргентарий. Базиликата „Сан Микеле ин Афричиско“ е посветена на Архангел Михаил, като името и е свързано с името на квартала в който е построена.
Базиликата е била украсена с мозайка, като част от нея – мозайката в апсидата през XIX век е свалена и пренесена в Германия. Мозайката в апсидата изобразява триумфиращия Христос, с кръст в едната ръка и Евангелие в другата ръка, с надписи: „Qui videt Me, videt et Patrem“ (Който е видял Мене, видял е Отца) и „Ego et Pater unum sumus“ (Аз и Отец сме Едно). Тези думи са от Евангелието на Йоан (XIV, 9 и Х, 30) и са използвани от противниците на арианството като едни от основните аргументи за равенството на Бог-Отец и Бог-Син. Христос е заобиколен от архангелите Михаил и Гавриил. От двете страни на композицията са били образите на Свети Козма и Свети Дамян. В арката над апсидата е изобразен Страшният съд с Христос – върховен съдия, седящ на трон, заобиколен от архангелите Уриил и Рафаил и ангели.
През вековете базиликата е претърпяла множество разрушения и преустройства. Значителни ремонти са извършени през 1215 г., през XV – XVI век са преустроени фасадата и камбанарията. По време на кратката френска окупация по времето на император Наполеон Бонапарт (1805) църквата е осквернена и сериозно повредена, а по-късно и закупена за 80 крони от Андреа Чичоняни за рибен магазин (работилница). През 1840 г. сградата е продадена на антикваря Джузепе Буфа, който възнамерява да използва сградата за склад за дървесина. През тези години църквата е посетена от пратеник на пруския крал Фридрих Вилхелм IV, който решава да закупи мозайките в апсидата. Покупката е извършена през 1843 г. за 200 крони. Папа Григорий XVI дава разрешение мозайката да бъде пренесена в Берлин. Междувременно Алесандро Капи, секретар на Академията за изящни изкуства в Равена, на когото е възложено да упражнява контрол при отстраняването на мозаечната украса, отказва да съдейства за демонтирането на мозайката, подкрепян от ожесточената съпротива на много равенски граждани. Сред тях са Енрико Паци, който прави акварелни рисунки на мозайките в апсидата и Луиджи Фалкети, който оставя чертежи и скици на мозайките. Работите са поети от венецианския антиквар Паджаро, който през 1844 г. наема своя съгражданин и майстор на мозайки Либорио Саландри да отдели и транспортира мозайките до Венеция. Тук материалите, разпределени в няколко кошници са депозирани за съхранени в Palazzo Sanudo, но са повредени през 1849 г. при бомбардировките по време на блокадата на Венеция. Възстановяването им е възложено на Джовани Моро, реставратор и на мозайките в катедралата „Сан Марко“ и през 1851 г. мозайките са транспортирани за Германия. Междувременно Фридрих Вилхелм IV умира и мозайките са оставени на съхранение в неподходящи за това помещения. През 1904 г. мозайката е експонирана в Боде музей в Берлин. В края на Втората световна война мозайката претърпява и допълнителни повреди поради наводнение и разрушаване, вследствие на което са реставрирани наново през 1951 – 1952 г.
Днес мозайката от апсидата се намира в Боде музей в Берлин. Една трансена, два капитела и част от подовата мозайка с геометрични мотиви, открити през 1930 г., се съхраняват в Националния музей в Равена. Понастоящем в античната църква е разположен магазин на Max Mara.